# Ludmila a Boemiei
Ludmila a Boemiei (în cehă Svatá Ludmila; n. c. 860 – d. 15 septembrie 921) a fost o ducesă cehă a Boemiei, care este venerată în prezent ca sfântă și martiră atât de ortodocși, cât și de romano-catolici. S-a născut în localitatea Mělník ca fiică a prințului sorab Slavibor⁠(d). Sfânta Ludmila a fost bunica Sfântului Venceslau (n. c. 907 – d. 935), care este cunoscut în mod popular ca Bunul Rege Venceslau. Sfânta Ludmila a fost canonizată la scurt timp după moartea ei. Ca parte a procesului de canonizare, ducele Venceslau a mutat în anul 925 rămășițele ei pământești în Bazilica „Sf. Gheorghe” din Praga.

## Căsătorie
Ludmila s-a căsătorit cu Bořivoj I al Boemiei, primul duce creștin al Boemiei, în anul 873. Cuplul ducal s-a convertit la creștinism prin eforturile călugărului bizantin Metodie. Eforturile ducilor de a converti populația Boemiei la creștinism nu au fost inițial bine primite, iar păgânii i-au alungat din țara lor pentru o vreme. În cele din urmă, cuplul ducal s-a întors și a domnit câțiva ani înainte de a se retrage în localitatea Tetín⁠(d), din apropierea orașului Beroun.
Bořivoj a fost succedat de fiul lor, Spytihněv⁠(d) (c. 894–915), căruia i-a succedat fratele său, Vratislau⁠(d) (915–921). Când Vratislau a murit în anul 921, fiul său, Venceslau, a devenit următorul duce al Boemiei (921–935). Ludmila a fost cea care și-a crescut nepotul și a îndeplinit funcția de regentă în perioada minoratului lui.

## Ludmila și Drahomíra

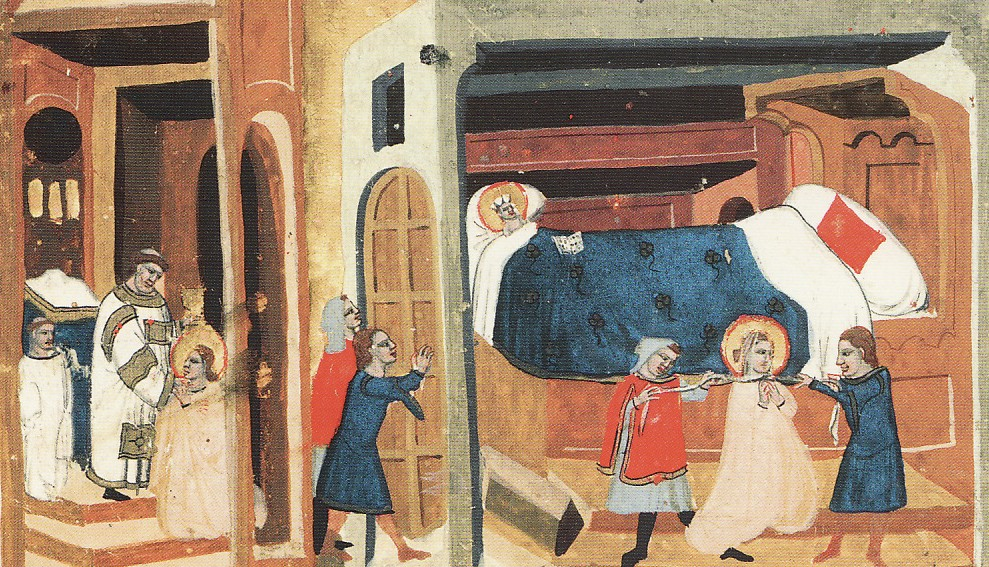
Uciderea Sfintei Ludmila

Mama lui Venceslau, Drahomíra⁠(d), a devenit geloasă pe influența Ludmilei asupra lui Venceslau. Din acest motiv, ea i-a convins pe doi nobili, Tunna și Gommon (probabil de origine francă sau varegă) să o ucidă pe Ludmila în Tetín, iar o parte din cronica hagiografică a Ludmilei afirmă că ea a fost sugrumată cu voalul ei. Ludmila a fost înmormântată inițial în Biserica „Sf. Mihail” din Tetín.
Ludmila a fost canonizată la scurt timp după moartea ei. Ca parte a procesului de canonizare, ducele Venceslau a mutat rămășițele ei pământești în Bazilica „Sf. Gheorghe” din Praga în anul 925. Ludmila a fost venerată ca o patroană a Boemiei. Ea este considerată în prezent o patroană religioasă a Boemiei, a convertiților, a duceselor, a celor care au probleme cu socrii și a văduvelor⁠(d). Ziua ei de prăznuire este 16 septembrie.
Compozitorul ceh Antonín Dvořák a compus un oratoriu intitulat Sfânta Ludmila⁠(d) între septembrie 1885 și mai 1886. Această operă muzicală i-a fost comandată de editorul Littleton pentru Festivalul de Muzică Clasică de la Leeds⁠(d).